# NRG4
NRG4 (англ. Neuregulin 4) – білок, який кодується однойменним геном, розташованим у людей на короткому плечі 15-ї хромосоми. Довжина поліпептидного ланцюга білка становить 115 амінокислот, а молекулярна маса — 12 722.
| 10         |  | 20         |  | 30         |  | 40         |  | 50         |
| ---------- |  | ---------- |  | ---------- |  | ---------- |  | ---------- |
| MPTDHEEPCG |  | PSHKSFCLNG |  | GLCYVIPTIP |  | SPFCRCVENY |  | TGARCEEVFL |
| PGSSIQTKSN |  | LFEAFVALAV |  | LVTLIIGAFY |  | FLCRKGHFQR |  | ASSVQYDINL |
| VETSSTSAHH |  | SHEQH      |  |            |  |            |  |            |

A: Аланін

C: Цистеїн

D: Аспарагінова кислота

E: Глутамінова кислота

F: Фенілаланін

G: Гліцин

H: Гістидин

I: Ізолейцин

K: Лізин

L: Лейцин

M: Метіонін

N: Аспарагін

P: Пролін

Q: Глутамін

R: Аргінін

S: Серин

T: Треонін

V: Валін

Кодований геном білок за функцією належить до факторів росту. 
Локалізований у клітинній мембрані, мембрані.
Також секретований назовні.